# Explained: Coronavirus
Explained: Coronavirus ist eine US-amerikanische Dokumentationsreihe aus dem Jahr 2020 mit dem Thema der COVID-19-Pandemie und des Virus SARS-CoV-2. Sie ist der dritte Ableger der Dokuserie Explained. Die Reihe wird von Vox Media in Partnerschaft mit Netflix produziert.
Die erste Folge der Serie wurde am 26. April 2020 im Zuge der weltweiten COVID-19-Pandemie auf dem Video-on-Demand-Dienst Netflix veröffentlicht. Weitere Episoden folgen im Laufe der Zeit.

## Episodenliste
| Nr. | Deutscher Titel               | Originaltitel          | Erstveröffentlichung | Deutschsprachige Erstveröffentlichung (D/A/CH) |
| --- | ----------------------------- | ---------------------- | -------------------- | ---------------------------------------------- |
| 1   | Diese Pandemie                | This Pandemic          | 26. Apr. 2020        | 26. Apr. 2020                                  |
| 2   | Das Rennen um einen Impfstoff | The Race for a Vaccine | 16. Juni 2020        | 16. Juni 2020                                  |
| 3   | Zurechtkommen                 | How to Cope            | 16. Juni 2020        | 16. Juni 2020                                  |

## Sprecher
Die Sprecher der Originalfolgen sind bekannte Filmschauspieler, J. K. Simmons, Laura Linney und Idris Elba.

## Hintergrund
Ursprünglich sollte die Serie allgemein Coronaviren behandeln, doch nach dem Ausbruch von SARS-CoV-2 entschieden sich die Produzenten, sich auf die Ende 2019 begonnene Pandemie zu fokussieren. Dennoch bietet die Reihe Informationen zu anderen Coronaviruserkrankungen. Nach Kshitij Rawat vom Indian Express ist die Dokumentarserie obligatorisch für alle, die mit der Materie nicht vertraut sind oder nur ein oberflächliches Verständnis von Coronaviren haben.